# Bundesstraße 81
Pour les articles homonymes, voir B81 et Route 81.
La Bundesstraße 81 (abrégé en B 81) est une Bundesstraße reliant Magdebourg à Nordhausen.

## Localités traversées
- Magdebourg
- Egeln
- Kroppenstedt
- Gröningen
- Halberstadt
- Blankenburg (Harz)
- Hasselfelde
- Nordhausen